# Odštěpení obcí z kraje Vysočina

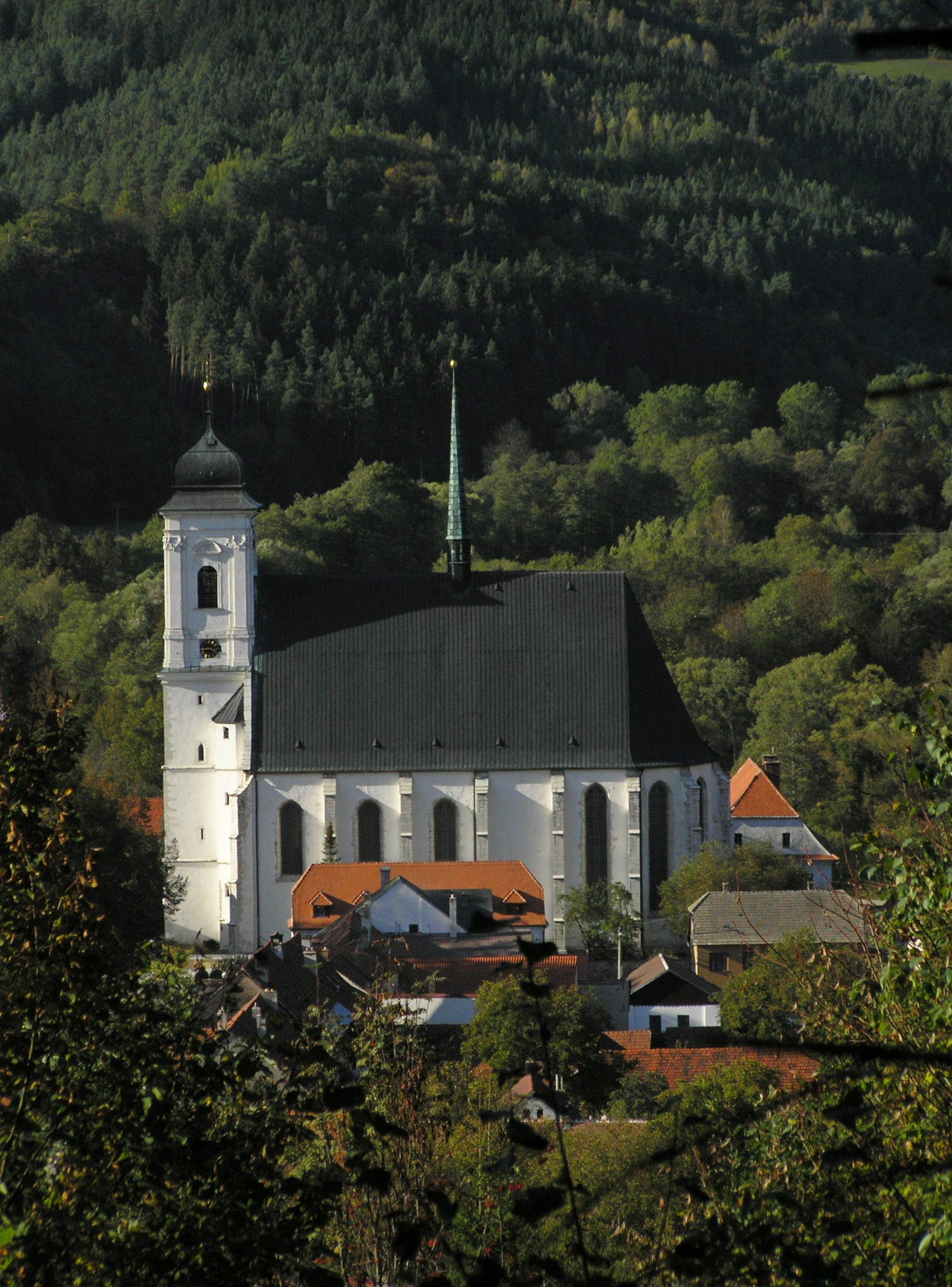
Kostel Povýšení svatého Kříže v Doubravníku

Dne 31. prosince 2004 bylo z Kraje Vysočina vyčleněno 25 obcí, které byly k následujícímu dni včleněny do Jihomoravského kraje. Akt proběhl na základě dlouhodobého a vytrvalého zájmu těchto obcí a jejich obyvatel nebýt součástí tohoto územně správního celku a být součástí takového územně samosprávného celku, kam přirozeně spádují (podobně přešlo současně několik obcí z Moravskoslezského do Olomouckého kraje).

## Provedení
Vyčlenění bylo provedeno zákonem č. 387/2004 Sb. a k jeho přijetí vedly dlouhodobé, systematické projevy zastupitelstev těchto obcí završené sérií místních referend, stejně jako výroky odborníků. Jde o obce, zjednodušeně řečeno, z okresu Žďár nad Sázavou v povodí řeky Loučky a jejich přítoků (Libochůvky), jejich mezipovodí i údolí Svratky ve jmenovitém výčtu: Borač, Borovník, Černvír, Dolní Loučky, Doubravník, Drahonín, Horní Loučky, Kaly, Katov, Křižínkov, Kuřimská Nová Ves, Kuřimské Jestřabí, Lubné, Nedvědice, Níhov, Olší, Pernštejnské Jestřabí, Rojetín, Řikonín, Skryje, Tišnovská Nová Ves, Újezd u Tišnova, Vratislávka a Žďárec. Poslední obcí byly Senorady na Ivančicku, které se tehdy nacházely v okrese Třebíč.
Všechny tyto obce se souhrnnou výměrou svých katastrů 129,8 km² a počtem obyvatel 7 054 byly začleněny do okresu Brno-venkov. O stejný převod mělo zájem více obcí, ale jejich podnětům nebylo dosud vyhověno.

## Historie a důvody
Zásadním důvodem bylo přirozená a bezprostřední spádovost k Tišnovu (snadná dopravní dostupnost; v případě Senorad Ivančice), dřívějšímu okresnímu městu a nyní pověřené obci, potažmo dále k Brnu, a naopak obtížné prostorové a dopravní spojení s mnohem vzdálenějším centrem kraje Vysočina Jihlavou, která pro tuto oblast střediskem do té doby nikdy nebyla.  Vedle objektivních determinant hrály roli i subjektivní vazby a preference, které jsou ale objektivními podmíněny. Obce měly s Tišnovem a návazně i s Brnem dobré spojení komunikacemi 2. třídy č. 385, 387, 389 (z České do Brna Svitavskou radiálou) a dále i komunikacemi 3. třídy o příznivém podélném profilu (vedení méně hornatým terénem než směrem na Vysočinu). Dále železniční spojení dvěma tratěmi (stará a nová trať ze Žďáru do Tišnova) v dosahu 2–3 stanic, návazně pak dobré a rychlé spojení do Brna (železniční linky S3 a R3 Integrovaného dopravního systému Jihomoravského kraje). Zpravidla je to do ½ hodiny jízdy autem. Tradičně mají tyto obce a jejich obyvatelstvo těsné prostorové a společenské interakce s Tišnovem, jeho okolím a Brnem. 
Při procesu změny příslušnosti bylo poukazováno na umělost a nepřirozenost rozložení některých krajů. Problém Tišnovska byl extrémním případem neústrojnosti způsobu konstrukce nových „malých“ krajů z dosavadních „velkých“ okresů, které byly koncipovány jako jednotky větších celků s jinou hierarchií spádových středisek. Zatímco např. spádovost obce Dolní Loučky do okresních středisek Brno a Žďár nad Sázavou byla (díky železnici) celkem srovnatelná, a krajským střediskem bylo v každém případě Brno, po vzniku kraje Vysočina a zavedení obce s rozšířenou působností Tišnov v těsném sousedství za krajskou hranicí, mnohem blíže než jakákoli ORP kraje Vysočina, stal se tento stav pro zdejší obyvatele neúnosným.
Obdobné tendence se v případě kraje Vysočina vyskytly i na jeho české straně, a to na Havlíčkobrodsku nebo na Pelhřimovsku. Zde však nakonec k žádným korekcím krajských hranic nedošlo.